# António Leal
António Leal (Alvarães, 1 de Maio de 1877 — Rio de Janeiro, 4 de Maio de 1946), foi um cineasta, diretor de fotografia, produtor de cinema e ator luso-brasileiro.
Leal fez o curso do Magistério Primário em Braga. Foi viver no Brasil quando tinha 21 anos de idade, onde se dedicou ao magistério, jornalismo e cinema. No Brasil, Leal realizou o que para muitos é a primeira obra de ficção do cinema nacional, "Os estranguladores" em 1908, o que deu a ele a fama questionável de fundador do cinema brasileiro. Foi fotógrafo da revista O Malho e fundador da produtora Photo-Cinematografia, juntamente com Giuseppe Labanca.

## Filmografia

### Diretor
- A Rosa Que Se Desfolha (1917)
- A Moreninha (1915)
- Nas Entranhas do Morro do Castelo (1909)
- A Mala Sinistra (1908)
- Os Capadócios da Cidade Nova (1908)

### Produtor
- Pátria e Bandeira (1918) (produtor)
- Lucíola (1916) (produtor)
- A Moreninha (1915) (produtor)
- A Viúva Alegre (1909) (produtor)
- A Cabana do Pai Tomás (1909) (produtor)
- Duelo de Cozinheiras (1908) (produtor)
- Elixir da Juventude (1908) (produtor)
- Os Guaranis (1908) (produtor)
- O Comprador de Ratos (1908) (produtor)
- O Corso de Botafogo (1908) (produtor)

### Ator
- Os Crimes de Diogo Alves (1911) .... Médico (doctor)

### Diretor de fotografia
- Uma Aventura aos Quarenta (1947)
- O Descrente (1927)
- Pátria e Bandeira (1918)
- Entre Dois Amores (1917)
- A Quadrilha do Esqueleto (1917)
- Lucíola (1916)
- A Moreninha (1915)
- Mil Adultérios (1910)
- A Viúva Alegre (1909)
- João José (1909)
- A Cabana do Pai Tomás (1909)
- Às Portas do Céu (1909)
- Pega na Chaleira (1909)
- Os Milagres de Santo Antônio (1909)
- Um Drama na Tijuca (1909)
- Um Cavalheiro Deveras Obsequioso (1909)
- Nas Entranhas do Morro do Castelo (1909)
- Noivado de Sangue (1909)
- Zé Bolas e o Famoso Telegrama Número Nove (1909)
- O Nono Mandamento (1909)
- O Fósforo Eleitoral (1909)
- Duelo de Cozinheiras (1908)
- Elixir da Juventude (1908)
- Os Guaranis (1908)
- Os Estranguladores (1908)
- O Circuito de Itapecerica (1908)
- O Comprador de Ratos (1908)
- Os Capadócios da Cidade Nova (1908)
- O Corso de Botafogo (1908)